# Baeosemus dentifer
Baeosemus dentifer là một loài tò vò trong họ Ichneumonidae.